# Амилоидоз финского типа
Амилоидоз финского типа — редкая форма амилоидоза, ассоциированная с геном джелсолина. Отмечается потеря эластичности кожи, атаксия. Частью клинической картины является решётчатая дистрофия роговицы II типа.